# 사생문
"사생문"(Gate Of Life Or Death)은 한국에서 제작된 남기남 감독의 1977년 영화이다. 이강조 등이 주연으로 출연하였고 김태수 등이 제작에 참여하였다.

## 출연

### 주연
- 이강조
- 여수진
- 배수천
- 안태섭
- 장일도

## 기타
- 조명: 김윤덕
- 녹음: 유창국
- 미술: 노인택